# Il canto di Acchiappacoda
Il canto di Acchiappacoda (Tailchaser's Song) è un romanzo fantasy di Tad Williams, pubblicato il 21 novembre 1985.

## Trama
In un mondo fantastico, una comunità di gatti è presa di mira da misteriose creature dagli artigli rossi, che uccidono e rapiscono anche alcuni abitanti. Un gatto, Fritti Acchiappacoda, si avventura nella foresta incantata per scoprire l'origine di queste aggressioni, accompagnato da altri tre gatti: il giovane Balzalesto, l'anziano Mangiapulci, e la coraggiosa Ombra di Tetto.
Il gruppetto, lungo il suo viaggio, incontra svariate creature..

## Edizioni
- Tad Williams, Il canto di Acchiappacoda, Mondadori Editore, 1991, ISBN 8804352833.